# Crash (альбом)
Crash — пятый студийный альбом британской синтипоп-группы The Human League, изданный в сентябре 1986 года. Его заглавный сингл «Human», занявший первые места в хит-парадах Канады и США, стал хитом.

## Запись и выпуск альбома
Human League долгое время пребывали в состоянии творческого застоя, а предыдущий альбом Hysteria был менее успешен, чем Dare, Джо Коллис являвшийся соавтором многих песен группы, неожиданно для их участников покинул её, вместо него был принят ударник Джим Раселл, продюсеры Крис Томас и Хью Пэдхам, работавшие над Hysteria, тоже прекратили своё сотрудничество с коллективом.
Запись альбома проходила во Flyte Time Studios при участии продюсеров Джимми Джема и Терри Льюиса, которые продюсировали альбом певицы Джанет Джексон Control, а также работали с группой S.O.S, Черилом Линном, Александером О’Нилом.
Материал и аранжировки альбома были подобраны ещё до того, как Джем и Льюис были вовлечены в процесс записи, было также известно, что Пол Ребигер являлся ответственным за аранжировки. Композиции были созданы в Великобритании, Джему и Льюису понравились аранжировки, но мелодии нет. Как пояснил Джимми Джем, музыка к дорожкам не была достаточно хорошей, поэтому она была изменена, что стало полной неожиданностью для Human League. Во время записи коллектив покинули клавишники Иэн Бёрден и Филип Эдриан Райт. Сьюзан Энн Салли, Джоанн Катеролл и Филип Оки остались троём вместе с Джимом Джемом и Терри Льюисом.
«Human» стал первым синглом с альбома и первым хитом группы после «Don’t You Want Me», возглавив американский Billboard Hot 100 и Canadian Singles Chart.
Однако «Human» стал последним хитом группы в 80-х, позднее «I Need Your Loving» и «Love Is All That Matters» были изданы синглами в поддержку Crash, но они не смогли повторить достижений первого сингла альбома.
Crash не был успешен в коммерческом плане и оказался ещё хуже, чем предыдущий диск группы, хотя был продан тиражом в 1 миллион копий и не уступал в этом Hysteria. В 2005 году Crash был переиздан вместе с расширенными версиями синглов «Human», «I Need Your Loving», «Love Is All That Matters».

## Список композиций
| №   | Название                    | Автор(ы)                                    | Длительность |
| --- | --------------------------- | ------------------------------------------- | ------------ |
| 1.  | «Money»                     | Бёрден, Оки, Рассел                         | 3:54         |
| 2.  | «Swang»                     | Эйленд                                      | 4:36         |
| 3.  | «Human»                     | Джем, Льюис                                 | 3:56         |
| 4.  | «Jam»                       | Оки, Рассел                                 | 4:20         |
| 5.  | «Are You Ever Coming Back?» | Оки, Рассел, Райт                           | 4:53         |
| 6.  | «I Need Your Loving»        | Джем, Льюис, Дэвис, Эйленд, Ричей, Уилльямс | 3:42         |
| 7.  | «Party»                     | Бёрден, Оки, Рассел                         | 4:29         |
| 8.  | «Love on the Run»           | Бёрден, Оки, Рассел                         | 3:53         |
| 9.  | «The Real Thing»            | Бёрден, Феллоус, Оки, Рассел                | 4:17         |
| 10. | «Love Is All That Matters»  | Джем, Льюис                                 | 6:05         |

## Участники записи
| The Human League: - Филип Оки — синтезатор, клавишные, вокал, композитор - Сьюзан Энн Салли — вокал, бэк-вокал - Джоанн Катеролл — вокал, бэк-вокал - Филип Эдриан Райт — синтезатор, клавишные, композитор - Иэн Бёрден — вокал, бас-гитара, клавишные, композитор - Джим Рассел — ударные, гитара, перкуссия, программирование, композитор Приглашённый музыкант: - Пол Рабигер — клавишные партии, аранжировки | Технический персонал: - Джимми Джем — продюсер - Терри Льюис — продюсер - Стив Ходж — звукорежиссёр - Джон Макклейн — исполнительный продюсер - Кен Энсел — дизайнер обложки - Гевин Кохрейн — обложка альбома |

## Позиции в хит-парадах и коммерческие показатели
| Год  | Хит-парад                        | Высшая позиция | Пребывание |
| ---- | -------------------------------- | -------------- | ---------- |
| 1986 | Австралия (Kent Music Report)    | 32             | нет данных |
| 1986 | Великобритания (UK Albums Chart) | 7              | 6 недель   |
| 1986 | Европа (European Top 100 Albums) | 22             | нет данных |
| 1986 | Канада (RPM 100 Albums)          | 25             | 23 недели  |
| 1986 | Нидерланды (Album Top 100)       | 40             | 7 недель   |
| 1986 | Новая Зеландия (RMNZ)            | 33             | 4 недели   |
| 1986 | США (Billboard 200)              | 24             | 25 недель  |
| 1986 | США (Billboard Top Black Albums) | 28             | 19 недель  |
| 1986 | ФРГ (Offizielle Top 100)         | 14             | 11 недель  |
| 1986 | Швеция (Sverigetopplistan)       | 32             | 2 недели   |

| Регион                                                      | Сертификация | Продажи  |
| ----------------------------------------------------------- | ------------ | -------- |
| Великобритания (BPI)                                        | Золотой      | 100 000^ |
| Канада (Music Canada)                                       | Золотой      | 50 000^  |
| ^ Данные о тиражах приведены только на основе сертификации. |              |          |